# Ejub Mujezinović
Ejub (ev. Ejjub) Mujezinović (8. července 1882 Ljubuški, Bosna a Hercegovina – 9. března 1934 Banja Luka, Království Jugoslávie) byl bosenskohercegovský lékař a politik bosňáckého původu.

## Životopis
Narodil se do obchodnické rodiny. Jeho otcem byl hadži Mahmut-aga (?–1901), absolvent mostarské medresy, a Plema-Emina. Ve svazku se jim narodili tři synové, Ejub, Mustafa (1898 absolvoval Šarí‘atskou soudní školu) a Kasim.
Základní školu dokončil v rodném městě. Gymnázium navštěvoval v Mostaru. Po maturitě, kterou vykonal roku 1903, se zapsal na studia lékařství na Vídeňské univerzitě. Dne 29. března 1909 byl promován na doktora medicíny. Později získal specializaci v oboru chirurgie.
Za pobytu v rakouské metropoli byl činný v muslimském studentském spolku Zvijezda (Hvězda), který mezi muslimy šířil srbskou nacionální myšlenku, později přešel do spolku Svijest (Uvědomění), který naopak inklinoval k chorvatské národní ideji. Později byl aktivní v Muslimské samostatné straně, v níž se angažovali podporovatelé rakousko-uherské okupace Bosny a Hercegoviny.
Od dubna 1909 pracoval v Bosenské Gradišce. Lékařskou praxi absolvoval v Zemské nemocnici v Sarajevu, kde pracoval jako asistent do roku 1912. Poté odešel do Banja Luky, kde se o něco později stal ředitelem městské, později bánské nemocnice.
Po vzniku jihoslovanského státu na podzim 1918 se zapojil do politiky. Hlavní odbor Národní rady S. Ch. S. pro Bosnu a Hercegovinu jej jmenoval za delegáta Bosny a Hercegoviny v Prozatímním národním zastupitelstvu (Privremeno narodno predstavništvo), dočasném parlamentu. Tento post zastával až do vyhlášení voleb do Ústavodárného shromáždění roku 1920. Roku 1926 se podílel na vzniku místní pobočky spolku Gajret (Úsilí), jíž byl od roku 1929 předsedou.
Zemřel roku 1934 na srdeční zástavu, stejně jako jeho děd a otec.
Ejub Mujezinović se oženil se Subhijou, s níž přivedl na svět syna Envera.